# Rikke Solberg
Rikke Dalsager (født Solberg 6. februar 1971) er en tidligere dansk håndboldspiller, der nu har en butik med modetøj.
Hun spillede på det danske landshold, da holdet opnåede sine første store resultater i 1993. Holdet, der yderst overraskende nåede finalen ved VM 1993, blev med ét kendte og populære, og som en af de mest profilerede blev Rikke Solberg efter sejren i semifinalen fløjet hjem til at medvirke i tv-showet Eleva2ren på TV 2. Holdet endte med at tabe knebent til Tyskland ved VM. Solberg var også på holdet, der vandt EM i 1994 og VM-bronze 1995. Landsholdskarrieren blev ret kort, idet Solberg blev ramt af flere skader. Således kom hun ikke med til OL 1996, bortset fra som tilskuer, idet hun siddende i kørestol måtte se holdkammeraterne vinde guldmedaljerne. Hun blev kendt som "Danmarks uheldigste håndboldlady" og måtte opgive landsholdskarrieren, da hun pådrog sig en alvorlig korsbåndsskade.
Solberg begyndte sin karriere i Brabrand IF, inden hun kom til norske Lunner IL, fulgt af GOG og Viborg HK, hvor hun blandt andet var med til at vinde klubbens anden EHF Cup-finale i 1998. Herefter måtte hun indstille karrieren på grund af flere skader, men i begyndelsen af 2000 genoptog hun håndbolden på et lidt lavere plan i Århus HK. I samme periode arbejdede hun som tøjsælger, og snart fik hun sin egen forretning. Da Århus HK gik konkurs, spillede hun for aarhusianske Skovbakken, inden hun endegyldigt måtte indstille karrieren i begyndelsen af 2002.
Rikke Solberg blev nævnt i Steffen Brandts sang til tv·2, "Kom lad os brokke os" fra albummet Kys bruden (1996): 'Men der er nok at se på både til gården og gaden / når Rikke Solberg sætter sig på hele sendefladen'.

## Meriter
- 1993:  Sølv VM
- 1994:  Guld EM
- 1995:  Bronze VM